# Ivanhoe
Ivanhoe (pronuncia inglese [ˈaɪvənˌhoʊ]; italiana: /iˈvanoe/ o /ivaˈnɔe/) è un romanzo storico di Walter Scott ambientato in Inghilterra intorno al 1194. Il romanzo è considerato dagli studiosi come il primo vero esempio di genere storico insieme a Waverley (sempre di Scott).

## Ambientazione geografica
La vicenda del romanzo si svolge nell'Inghilterra centrale, di cui vengono citati alcuni luoghi riconoscibili. All'inizio della storia, Ivanhoe conduce in salvo l'ebreo Isacco di York presso la città di Sheffield, e viene indirizzato da Isacco stesso ad un suo compatriota che abita a Leicester per ricevere l'armatura e il cavallo da guerra che gli permetteranno di partecipare al torneo di Ashby-de-la-Zouche. Altri luoghi fondamentali del romanzo (la dimora di Cedric, il castello di Torquilstone, la precettoria di Templestowe) non hanno una collocazione riconoscibile. Scott nutriva qualche preoccupazione a proposito dell'ambientazione inglese della storia, anche se il pubblico aveva accolto con favore alcuni suoi precedenti romanzi ambientati in Scozia (a partire da Waverley, del 1814). Scott era talmente tormentato da questo dubbio che diede alle stampe il nuovo romanzo sotto lo pseudonimo di Laurence Templeton; in un'introduzione al romanzo, scritta sotto forma di lettera di Templeton stesso, l'autore illustrava le proprie preoccupazioni quanto alla possibilità di ispirarsi ai romanzi storici ambientati in Scozia (come Waverley) per scriverne uno ambientato in Inghilterra: gli Inglesi – diceva – sono troppo civilizzati per poter credere che nel loro passato ci siano situazioni così strane e "primitive" come quelle descritte in un romanzo storico di ambientazione medievale. Visto il successo immediato del romanzo, tuttavia, gli editori vollero che l'autore non si nascondesse più sotto lo pseudonimo di Laurence Templeton, cosicché le successive edizioni rivelarono che si trattava ... dell'"autore di Waverley": Scott infatti non presentò mai i suoi romanzi con il proprio nome (sebbene l'anonimato fosse solo formale), vista la disistima culturale che accompagnava questo genere letterario e l'approvazione che, viceversa, egli aveva ottenuto con le sue precedenti produzioni poetiche (a partire dalla raccolta di ballate The Minstrelsy of the Scottish Border - Canti giullareschi della frontiera scozzese, del 1802). Anche il titolo di baronetto, conferitogli nel 1820, fu motivato ufficialmente dai meriti letterari della sua produzione poetica, benché sostanzialmente dovuto al successo dei suoi romanzi, formalmente anonimi.

## Ambientazione cronologica
All'inizio della vicenda, Scott dice che essa si colloca "verso la fine del regno di Riccardo I"; poiché Riccardo stesso compare nel romanzo, di ritorno in Inghilterra dalla terza crociata  dopo la prigionia passata "in potere del perfido e crudele duca d'Austria" (cap. 7), i fatti raccontati possono collocarsi verso il 1194. La durata della vicenda non è chiaramente definita, ma si può immaginare che tra la cena nel palazzo di Cedric e lo scontro finale tra Ivanhoe e Bois-Guilbert passino circa due settimane.

## Ambientazione nella storia
Le vicende narrate si proiettano sullo sfondo della contrapposizione tra Sassoni e Normanni, vinti e vincitori separati anche dall'uso di due lingue diverse, destinate solo in seguito a fondersi nell'inglese. Wilfred di Ivanhoe, il protagonista, è un sassone, figlio di Cedric, un acceso patriota, al limite del fanatismo, che ha giurato di non fare più di tre passi incontro ad un ospite che si presentasse alla sua porta, a meno che non si trattasse di un discendente dei re sassoni di un tempo. Egli ha diseredato il figlio Wilfred perché quest'ultimo, invece di  impegnarsi per la rinascita della nazione sassone, ha seguito il re normanno Riccardo d'Inghilterra nella Terza Crociata. Inoltre Wilfred si era innamorato, ricambiato, di Rowena, un'orfana adottata da Cedric, sulla quale però l'anziano sassone aveva altri progetti: ella era infatti una discendente dell'ultimo re sassone, e Cedric riteneva che un suo matrimonio con un altro nobile sassone, Athelstane di Coningsburgh, avrebbe riunito le varie fazioni sassoni in un unico grande partito, capace forse di ribellarsi con successo alla dominazione normanna. Le nozze finali di Wilfred e di Rowena simboleggiano la fusione di Sassoni e Normanni nell'unico popolo inglese.

## Trama
La vicenda si articola in quattro sezioni, corrispondenti a quattro luoghi.

### Nel palazzo di Cedric
Una sera a Rotherwood, nel castello di Cedric, un nobile sassone, si presentano alcuni ospiti che cercano rifugio da una tempesta. Si tratta del priore Aymer e del cavaliere templare Brian de Bois-Guilbert, entrambi normanni, in viaggio verso Ashby, dove si sarebbe tenuto un importante torneo. Essi si erano precedentemente imbattuti nel porcaro Gurth e nel buffone Wamba, servi di Cedric, i quali avevano dato loro indicazioni sbagliate, ma a guidarli sulla strada giusta era poi stato un pellegrino di ritorno dalla Terra Santa, in realtà Ivanhoe. Durante il banchetto con il quale il padrone di casa accoglie gli ospiti, si presenta a chiedere ospitalità per la notte anche Isaac di York, un ebreo famoso per la sua ricchezza e la sua avarizia. Ad un certo punto si unisce al banchetto anche la splendida Lady Rowena, un'orfana adottata da Cedric, sulla quale il priore Aymer, evidentemente esperto in materia, aveva scommesso con Brian de Bois-Guilbert che quest'ultimo l'avrebbe giudicata la più bella donna che avesse mai visto, mettendo in palio una collana d'oro contro alcune botti di vino di Chio: appena vista la donna, Brian de Bois-Guilbert si dichiara perdente. 
Durante la cena, il discorso cade sulla Crociata in Terra Santa e il pellegrino racconta dello scontro vittorioso, in un torneo, di re Riccardo e di alcuni cavalieri del suo seguito contro dei cavalieri templari; egli ricorda i nomi di tutti i vincitori tranne uno, Ivanhoe, che è però pronunciato da Bois-Guilbert, che da quel cavaliere era stato sconfitto. Bois-Guilbert, ancora furioso per quella sconfitta, sfida Ivanhoe, "assente" ad un nuovo scontro: sia il pellegrino sia Rowena, chiaramente innamorata di Ivanhoe, si rendono garanti che il cavaliere "assente" non sfuggirà allo scontro. Quando, finita la cena, gli ospiti si ritirano nelle stanze loro assegnate, Lady Rowena chiede al pellegrino ulteriori notizie di Ivanhoe e questi le fa comprendere che il giovane sarebbe presto tornato in Inghilterra. All'alba del giorno seguente, il pellegrino salva Isaac di York dall'agguato che gli era stato organizzato da Bois-Guilbert e dai suoi servi saraceni; l'ebreo decide a sua volta di aiutare il pellegrino, nel quale ha riconosciuto un cavaliere, a procurarsi un cavallo ed un'armatura per il torneo di Ashby-de-la-Zouche.

### Il torneo di Ashby-de-la-Zouche
Esso si svolge alla presenza del principe Giovanni, che sta esercitando il potere in assenza di re Riccardo, ma che sta anche progettando di usurpare il trono. La prima giornata prevede lo scontro tra alcuni campioni e tutti i cavalieri che intenderanno sfidarli, a loro scelta con armi letali o con armi dette “di cortesia”, le cui punte sono protette, onde evitare gravi danni ai contendenti. Tra i campioni, oltre a Bois-Guilbert, spiccano in particolar modo Reginaldo Front-de-Boeuf e Filippo de Malvoisin. Prima dell'inizio dei giochi, il principe Giovanni rimane colpito dalla bellezza di Rebecca, figlia di Isaac di York, il quale viene insultato da un altro spettatore per la sua origine ebrea. L'insulto rischia di creare una situazione imbarazzante, visto che Giovanni intende sostenere Isaac, dai cui prestiti dipendono le sue ambizioni di potere, mentre la folla è ovviamente ostile tanto all'ebreo quanto a sua figlia; la situazione viene risolta da Wamba, il giullare, che allontana Isaac minacciandolo con un prosciutto che teneva sotto la veste.
Il torneo inizia e de Bois-Guilbert, Malvoisin e Front-de-Boeuf sconfiggono tutti i cavalieri che li sfidano ad un combattimento con le armi di cortesia. Intanto il principe Giovanni chiede ai suoi consiglieri di scegliere come dama del giorno la bellissima Rebecca. Sia i consiglieri sia gli spettatori non sono d'accordo con l'idea del principe Giovanni perché si tratta di un'ebrea. Allora si decide che sarà il vincitore del torneo ad avere l'onore di scegliere la dama.
Poiché non vi sono più cavalieri che osino affrontare i campioni, il principe sta per concedere la vittoria a Bois-Guilbert, quando sopraggiunge Ivanhoe, con il volto coperto dall'elmo e quindi irriconoscibile. Il cavaliere misterioso decide di rimanere nell'anonimato e gli spettatori gli attribuiscono il nome di  “Diseredato”, visto che sullo scudo vi è l'effigie spagnola “Desdichado”. Questi, con la punta della lancia, simbolo di una sfida con armi mortali, tocca lo scudo di Bois-Guilbert; con somma meraviglia degli spettatori, il cavaliere Diseredato riesce a disarcionare Bois-Guilbert; il templare, furibondo, vuole proseguire lo scontro, che però viene interrotto dai giudici di gara, che dichiarano come vincitore il cavaliere Diseredato. Egli poi sfida e sconfigge, con armi di cortesia, tutti gli altri campioni.
Come vincitore, il cavaliere Diseredato sceglie come dama del torneo lady Rowena. Tutti gli scudieri dei cavalieri sconfitti si presentano poi da lui offrendogli l'armatura e il destriero dei loro padroni. Il cavaliere Diseredato si accontenta di un riscatto in denaro, ma rifiuta l'offerta di Bois-Guilbert, affermando che il loro scontro mortale, non ancora concluso, impedisce questi gesti di cortesia.
Cala la notte e Gurth, che funge da scudiero di Ivanhoe, si reca da Isaac per restituirgli il cavallo e pagare l'armatura. Gurth riesce a risparmiare una parte della somma datagli da Ivanhoe, ma non riceve da Isaac neppure una moneta per ricompensa. Tuttavia Rebecca, che era a conoscenza di tutto, restituisce a Gurth la somma versata ad Isaac, a cui ne aggiunge un'altra per lui. Purtroppo, sulla via del ritorno, Gurth viene assalito da un gruppo di banditi che vogliono rubargli tutto il denaro che porta con sé. Gurth tenta di liberarsi e potrebbe fuggire, se non cercasse di recuperare il denaro del suo padrone. Ammirato del suo coraggio, il capo dei banditi gli concede un duello con uno dei suoi compagni: se vincerà potrà andarsene con il denaro. Armato di bastone, Gurth riesce a battere il brigante e a tornare dal suo padrone per raccontargli la sua avventura notturna.
Il giorno successivo, tutti i cavalieri si dividono in due gruppi: uno è capeggiato  da Brian de Bois-Guilbert, fiancheggiato da Athelstane e da Front-de-Boeuf, mentre l'altro è guidato da Diseredato assieme ad un gigantesco guerriero in armatura nera che il popolo chiama “Cavaliere Nero”. Lo scontro è assai violento: alla fine, il cavaliere Diseredato viene attaccato contemporaneamente da Front-de-Boeuf, Bois-Guilbert e Athelstane. Questi stanno per avere la meglio, quando il Cavaliere Nero, che per tutta la durata dello scontro era rimasto in disparte, tanto che gli spettatori gli avevano attribuito il soprannome di “Noir Fainéant” (Nero Fannullone), si scaglia su Athelstane e Front de Boeuf, disarcionandoli ambedue; allora il templare non riesce a resistere all'ultima carica di Diseredato, che lo disarciona. Il principe vuole dichiarare vincitore del torneo il Cavaliere Nero, che però si è già allontanato, così il premio viene consegnato al cavaliere Diseredato che nomina Lady Rowena come donna più bella. Ferito, non riesce a evitare che gli venga tolto l'elmo, rivelandosi essere Wilfred di Ivanhoe. La cosa suscita l'ammirazione degli spettatori ma non del padre Cedric, che prova disprezzo per il figlio. Ivanhoe, che ha subito diverse ferite durante lo scontro, sviene ai piedi di Rowena e successivamente viene portato in una tenda per ricevere cure mediche.
Poco dopo la fine del torneo, il principe Giovanni riceve un messaggio che gli comunica che suo fratello era stato liberato dalla sua prigionia. Terrorizzato, Giovanni decide di anticipare la gara di tiro con l'arco in cui egli spera che Locksley, un arciere che gli ha tenuto testa già prima, sia sconfitto dal suo guardiacaccia Hubert. Locksley però ha la meglio, ma cavallerescamente lascia al suo avversario il premio che Giovanni è costretto a dargli.
Dopo il torneo Giovanni dà una festa al castello di Ashby, dove invita sia nobili sassoni sia nobili normanni. Durante il banchetto i partecipanti discutono vivamente toccando diversi temi, tra cui la grande vittoria di Ivanhoe che viene disprezzato dal padre Cedric, ospite di Giovanni. Il nobile sassone ritiene che suo figlio avrebbe dovuto restare in Inghilterra per mantenere salda la stirpe, invece di seguire Riccardo per le crociate. Nel corso del banchetto la tensione tra normanni e sassoni cresce, tanto che sia Cedric sia Athelstane (quest'ultimo felice per la quantità di cibo offerta), decidono di abbandonare la festa, offesi dagli insulti dei normanni, tra cui primeggia il principe Giovanni.

### Nel castello di Torquilstone
Dopo il banchetto che conclude il torneo, vari personaggi prendono strade diverse, che sono però destinate ad incrociarsi entro breve tempo:
- Rebecca trasporta Ivanhoe nella casa presso Ashby dove sta alloggiando con suo padre, si prende cura di lui con le sue capacità mediche e si innamora di lui. Il giorno dopo parte verso York insieme al padre e al ferito;
- Cedric, Athelstane e Rowena appena abbandonato il banchetto di Giovanni partono per le loro dimore, ma si fermano a cenare e a pernottare in un convento lungo la strada;
- Maurice De Bracy, capo di una banda di mercenari al soldo del principe Giovanni, progetta di rapire Rowena insieme agli uomini di Bois-Guilbert, tutti travestiti da fuorilegge sassoni, per poi liberarla nelle sue vesti di cavaliere, per farla così innamorare e sposarla. Waldemar Fitzurse, consigliere del principe, gli insinua però il dubbio che Bois-Guilbert possa approfittare della donna, nel momento in cui resterà in suo potere, prima della "liberazione";
- il Cavaliere Nero vaga per la foresta e chiede ospitalità ad un eremita, il "chierico di Copmanhurst", che prima gli offre acqua e legumi crudi, per poi tirar fuori selvaggina e vino con cui i due banchettano e cantano tutta la notte.

La comitiva di Cedric si riunisce poi a quella di Isaac, ed insieme vengono quindi assaliti dai falsi briganti di De Bracy e tutti catturati, tranne Wamba e Gurth. I due si imbattono in Locksley, che raduna velocemente la sua banda, compreso Fra Tuck, cioè l'eremita presso cui si trovava il Cavaliere Nero. Quest'ultimo decide quindi di collaborare con gli uomini di Locksley e con i contadini delle terre di Cedric per liberare i prigionieri, e durante la battaglia userà uno scudo che gli varrà il nuovo nome di Cavaliere del Lucchetto. 
I reclusi, intanto, stanno subendo diverse vicissitudini: Cedric e Athelstane sono chiusi in una sala dove viene portato loro del cibo (poco e di cattiva qualità, secondo Athelstane) e viene annunciata la richiesta di un riscatto per la loro liberazione. 
Isaac viene minacciato di tortura da Front-de-Boeuf per estorcergli del denaro, ma, quando viene a sapere che sua figlia Rebecca è stata donata a Bois-Guilbert, si dichiara disposto ad affrontare la morte. 

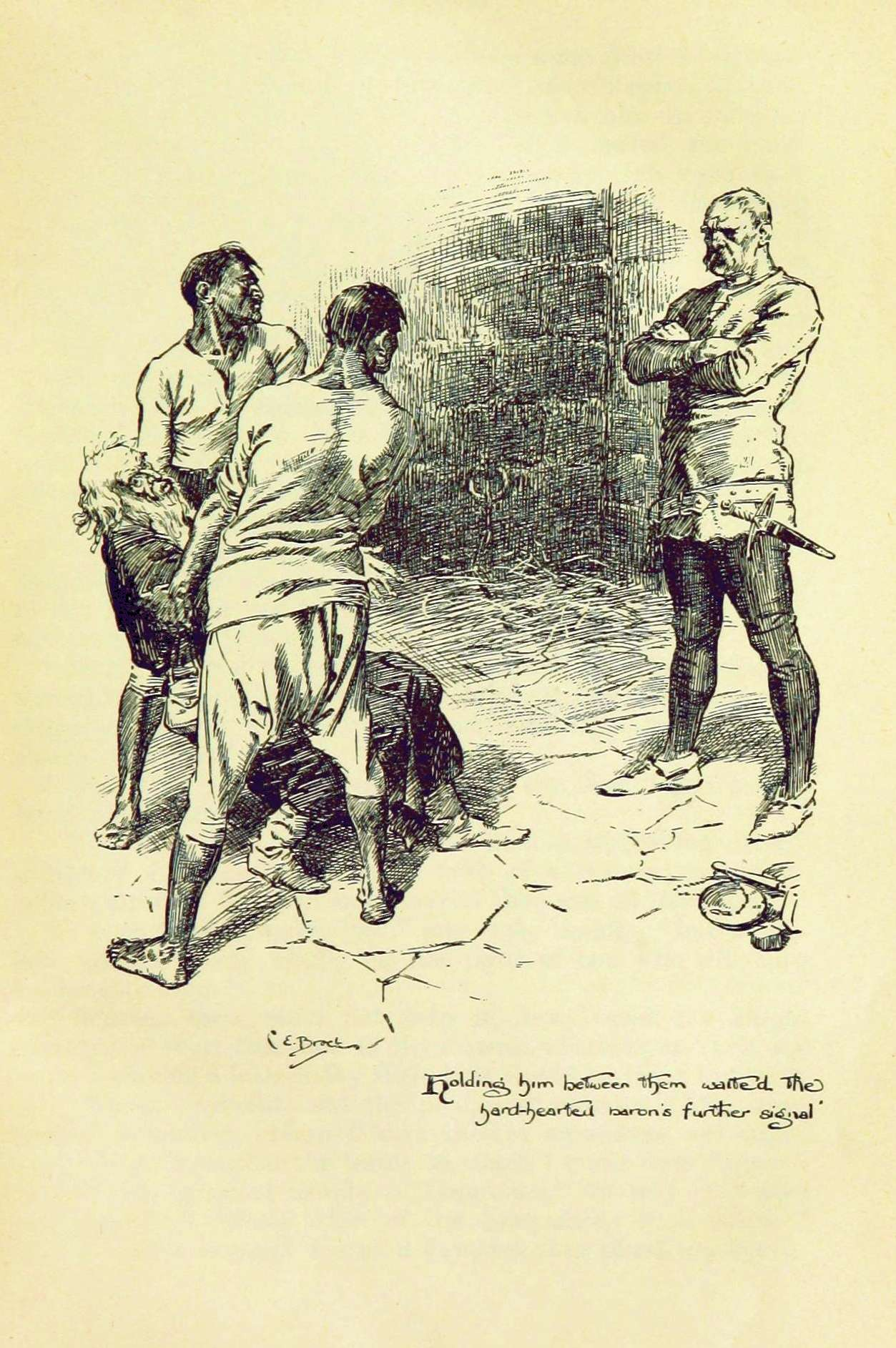
Isaac. (Illustrazione di Charles E. Brock)

Rowena e Rebecca affrontano il colloquio con i rispettivi pretendenti, De Bracy e Bois-Guilbert, e resistono ciascuna secondo il suo carattere: Rowena si mette a piangere, Rebecca minaccia di gettarsi dalla torre. A questo punto arriva la comunicazione che il castello è circondato e la richiesta di liberare i prigionieri. I rapitori rifiutano, e chiedono anzi che venga inviato un prete per confessare i prigionieri, che stanno per essere giustiziati. Loro intenzione è di affidare poi a questo prete una richiesta di rinforzi, ma il religioso che si presenta al castello è Wamba, che poi si sostituisce a Cedric nella prigionia. Uscendo dal castello travestito da religioso, Cedric accoglie la confessione della vecchia Urfrida: essa è in realtà Ulrica, figlia dell'antico proprietario sassone del castello, Torquil Wolfganger, ucciso dal padre di Front-de-Boeuf; Ulrica, giovane e bella, era stata presa come amante dal conquistatore, ma aveva poi sedotto suo figlio e l'aveva convinto ad uccidere il padre. In seguito il giovane De Boeuf voleva violentarla, cosa che causò in lei la pazzia. Uscito Cedric dal castello, ha inizio l'assalto, che Rebecca descrive ad Ivanhoe e che ha successo anche perché Ulrica appicca un incendio. Il Cavaliere del Lucchetto cattura De Bracy e porta in salvo Ivanhoe ferito, mentre Bois-Guilbert riesce a fuggire portando con sé Rebecca ed abbattendo Athelstane che cercava di fermarlo. Ulrica muore nel rogo gettandosi da un'alta torre del castello.

### Il castello di Coningsburgh e la precettoria di Templestowe
Dopo la conquista del castello, i vincitori si rifugiano nella foresta e, sotto una grande quercia, viene spartito il bottino. Tutti sono festanti ma Cedric, ancora attonito per la morte di Athelstane, che sperava sarebbe stato il “salvatore” della dinastia sassone, si congeda rapidamente, insieme a Rowena, per recarsi a Coningsburgh, il castello di Athelstane, per organizzare i funerali. Prima della partenza, De Bracy, fatto prigioniero, avvicinatosi a Rowena le chiede perdono per il suo comportamento. Poco dopo anche il Cavaliere del Lucchetto e Ivanhoe decidono di partire, dopo aver liberato con un atto di generosità De Bracy; prima però che si mettano in viaggio, Locksley dona al Cavaliere del Lucchetto il corno da caccia decorato d'argento che aveva vinto nella gara con l'arco al torneo di Ashby, e lo invita a suonarlo in caso di necessità. Intanto giunge nel luogo di ritrovo anche fra Tuck, che conduce come suo prigioniero Isaac e subito dopo arrivano anche due arcieri che conducono il priore Aymer. Gli arcieri, dopo molte discussioni sulle modalità del riscatto di entrambi i prigionieri, decidono di far stabilire a Isaac il riscatto di Aymer e viceversa. In questa circostanza i presenti vengono a conoscenza del fatto che Rebecca è stata condotta via da Bois-Guilbert; Locksley, commosso dal dolore di Isaac per la sorte della figlia, acconsente alla diminuzione del suo riscatto affinché possa pagarne un altro al Templare per la liberazione della figlia. A tale scopo viene imposto al priore di scrivere una lettera a Bois-Guilbert per indurlo a liberare, dietro compenso, la bella ebrea.
Intanto il principe Giovanni e Fitzurse vengono informati, a York, della conquista del castello di Front-de-Boeuf. I sospetti sul ritorno in Inghilterra di re Riccardo diventano certezza quando arriva De Bracy, al quale il Cavaliere del Lucchetto aveva rivelato di essere in realtà re Riccardo. Giovanni, colto impreparato, ordisce un'imboscata contro Riccardo, di cui Fitzurse decide di mettersi a capo.
Isaac, nel frattempo, ha raggiunto la sede dei Templari nella precettoria di Templestowe per recapitare a Bois-Guilbert la lettera scritta dal priore Aymer. In quel periodo però è in visita alla precettoria il Gran Maestro dei Templari, Lucas De Beaumanoir, che intercetta il messaggio recato da Isaac e viene così a conoscenza dello sconveniente rapporto di Bois-Guilbert con un'infedele. Alberto de Malvoisin, precettore di Templestowe, riesce a convincere Beaumanoir a non punire Bois-Guilbert, suo grande amico, facendogli credere che sia stato stregato da qualche sortilegio di Rebecca. Viene quindi istituito un processo contro la “strega”, e Bois-Guilbert si serve di questa circostanza per tentare ancora di convincere Rebecca ad accettare il suo amore, almeno per sfuggire alla morte, ma invano. Durante il processo Rebecca riceve un foglio anonimo con cui le viene ricordato il suo diritto a appellarsi a un paladino che combatta per lei in un “giudizio di Dio”; Luca De Beaumanoir, colpito dal comportamento coraggioso e dall'aspetto della giovine, acconsente a rispettare questo diritto. Rebecca scrive una lettera da consegnare al padre, dove esplicita la necessità che le sia trovato entro tre giorni un paladino; un invalido, che lei aveva in precedenza curato, e la cui testimonianza era stata usata per provare le accuse di stregoneria, si incarica di recapitarla. Per sua fortuna, il povero messaggero non deve giungere fino a York, perché a poca distanza dalla precettoria trova proprio Isaac che, non ancora scoraggiato e venuto a sapere del processo, non si era allontanato da Templestowe. L'ebreo parte quindi a cercare l'eroe Ivanhoe.
Intanto, lasciato Ivanhoe presso il convento di San Botolph, il Cavaliere del Lucchetto si è avviato con Wamba verso Coningsburgh per i funerali di Athelstane. Ivanhoe però, contravvenendo agli ordini del re, riprende il viaggio, animato dalla sensazione dell'incombere di un pericolo. Infatti durante il viaggio Re Riccardo e Wamba vengono assaliti da Fitzurse, ma il giullare, con il corno da caccia, chiama gli arcieri di Locksley, con l'aiuto dei quali i nemici vengono sconfitti. A quel punto, il Cavaliere del Lucchetto rivela di essere re Riccardo e Locksley confessa di essere Robin Hood, il capo dei banditi che però promettono ora di tornare ad essere onesti cittadini. Arriva poi sul luogo anche Ivanhoe che insieme a Riccardo e a Wamba riprende il viaggio verso Coningsburgh. Giunti al castello, Riccardo rivela la sua identità anche a Cedric ed ottiene che lui perdoni ed accolga di nuovo il figlio, il cui amore per Rowena non trova più ostacolo nella preferenza di Cedric per Athelstane, ormai morto. Ma ecco che proprio in quel momento appare quello che tutti ritengono essere lo spettro del morto! Si tratta invece del vero Athlestane, in carne ed ossa, il quale racconta ciò che era successo: i monaci ai quali era stato affidato, avendo visto che il colpo di Bois Guilbert non gli era stato fatale, lo avevano nascosto facendolo credere morto per garantirsi i ricchi donativi di sua madre. Reduce da questa brutta avventura, Athelstane dice chiaramente a Cedric che i suoi progetti di un suo matrimonio con Rowena e di una riscossa del popolo sassone contro i Normanni non gli interessano affatto, tant'è vero che egli giura fedeltà a Riccardo e riconosce che Rowena ama Ivanhoe, il quale però, nel frattempo, si è dileguato; infatti era giunto Isaac e Ivanhoe era subito partito per combattere, benché ancora debole, in difesa della donna che lo aveva curato ed assistito. Si svolge così finalmente lo scontro decisivo con Bois-Guilbert, dove il Templare, che ha appena tentato di convincere ancora Rebecca a fuggire con lui, soccombe non per le ferite riportate ma per un infarto, procurato dai sentimenti troppo forti e contrastanti che provava.
Il romanzo si conclude con le nozze tra il valoroso Ivanhoe e la bella Rowena, celebrate nella cattedrale di York alla presenza della nobiltà sia sassone sia normanna. Dopo le nozze, Rebecca va a salutare Rowena, le lascia i ringraziamenti per Ivanhoe e le comunica la decisione di partire con il padre per la Spagna, dove nel sultanato di Granada i sovrani musulmani rispettano gli ebrei più di quanto facciano i re cristiani d'Inghilterra; dice inoltre di voler diventare l'equivalente ebraico di una suora cristiana, e regala a Rowena una collana e degli orecchini di diamanti.

## Personaggi principali

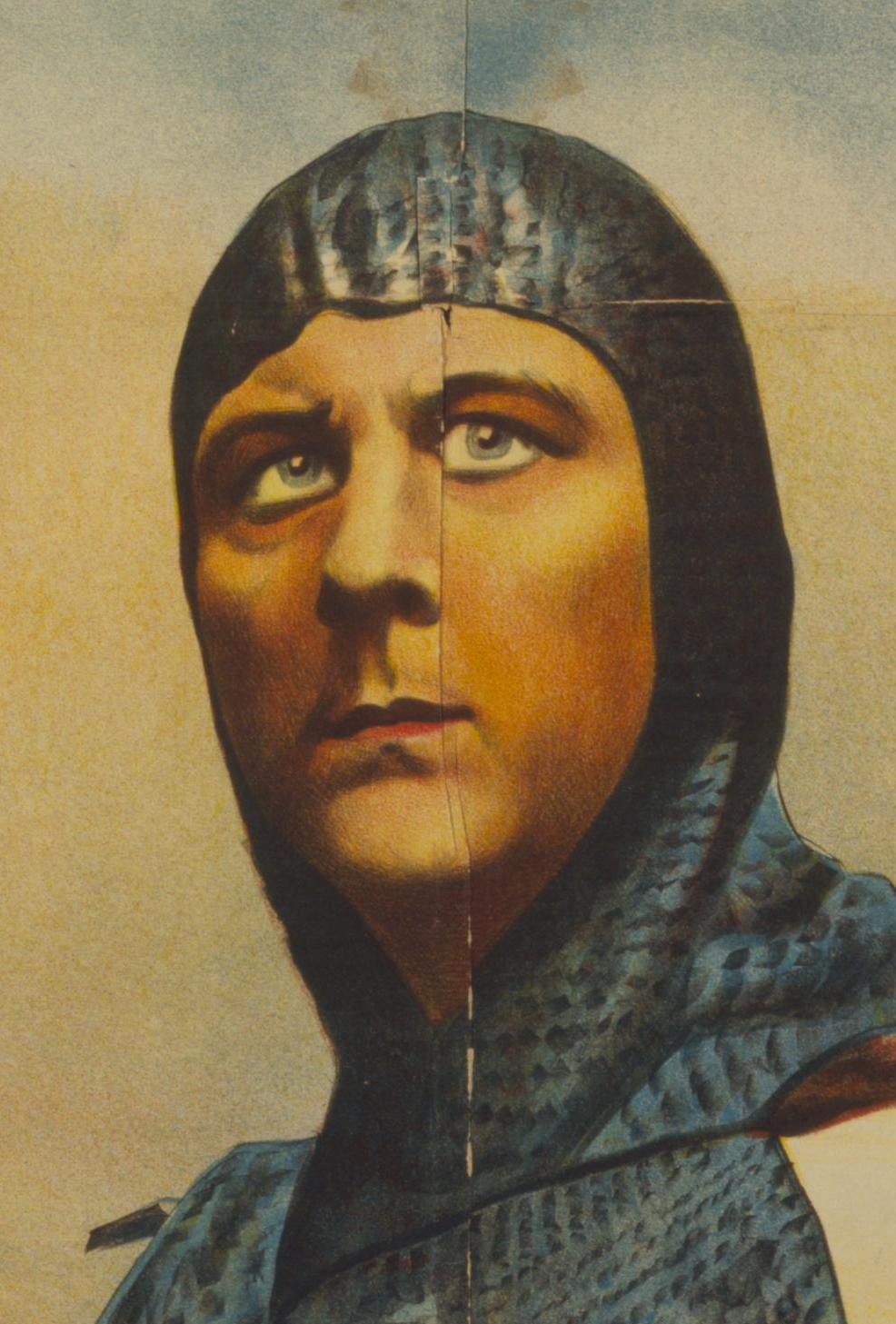
La figura di Ivanhoe è stata ripresa più volte per il cinema, la musica lirica e la televisione che ne ha derivato diverse produzioni seriali - Nell'immagine: l'attore statunitense King Baggot nei panni di Ivanhoe in un poster relativo ad una versione cinematografica del 1913

- Sir Wilfred di Ivanhoe è coraggioso, non ha l'alterigia dei feudatari medievali. Tutto ciò ne fa un personaggio simpatico, un eroe positivo anche se non di spiccata personalità.
- Cedric di Rotherwood, detto il Sassone, è un piccolo nobile sassone, è di statura media, ma è molto robusto. Ha un carattere impetuoso, collerico e bellicoso, ma è un uomo molto audace.
- Lady Rowena è una donna di straordinaria bellezza. Ha un carattere fiero e dignitoso.
- Gurth è il porcaro di Cedric, come Wamba è molto fedele al suo padrone e vuole bene a Ivanhoe. Cedric lo libera dalla sua condizione di schiavitù in seguito all'assalto al castello di Front-De-Boeuf
- Wamba, buffone della corte di Cedric, è folle e non riesce mai a star tranquillo, però è molto fedele al suo padrone. Figlio di Witless, è servo di Cedric di Rotherwood. È un uomo di una decina d’anni più giovane e vestito con abiti stravaganti. La giubba era di un vivido color porpora con alcune grottesche decorazioni. Indossava una corta mantella di stoffa cremisi, bordata di un giallo sgargiante. Portava sottili braccialetti d’argento e un collare dello stesso metallo. Indossava anche un copricapo con tanti campanelli tutto intorno. Intorno al bordo del copricapo era attaccata una fascia di cuoio rigido. Portava una bisaccia appesa alla cintura, non aveva né il corno nè il coltello ma era fornito di una spada di legno.
- Athelstane di Coningsburgh, nobile sassone di sangue reale.
- Isaac di York è un ricchissimo ebreo che presta il suo denaro con un alto tasso d'interesse.
- Rebecca è la figlia di Isaac di York, giudea, che fa innamorare Bois-Guilbert, fedele alla sua religione ed esperta di medicina orientale. Ha un fortissimo senso dell'onore e della dignità, è disposta al sacrificio della vita pur di non venir meno ai suoi ideali.
- Locksley o Robin Hood possiede una straordinaria abilità nel tiro con l'arco ed una perfetta conoscenza del bosco in cui vive. Ha spesso atteggiamento insolente verso i prepotenti ma generoso verso i buoni e quindi è ben visto dal popolo.
- Riccardo Cuor di Leone si spaccia per cavaliere errante, facendosi conoscere come il Cavaliere Nero. È alto, forte, valoroso, allegro e sempre disponibile allo scherzo, per nulla altezzoso, degno sovrano d'Inghilterra.
- Giovanni, detto Senzaterra, fratello di Re Riccardo, usurpatore del trono.
- Brian de Bois Guilbert, cavaliere templare, non è particolarmente ligio alle regole del suo ordine, ma è un cavaliere di massimo prestigio. È duro, altezzoso e feroce.
- Reginald Front-De-Boeuf, Maurice De Bracy, Waldemar Fitzurse, cavalieri normanni.
- Priore Aymer, amico del principe Giovanni.

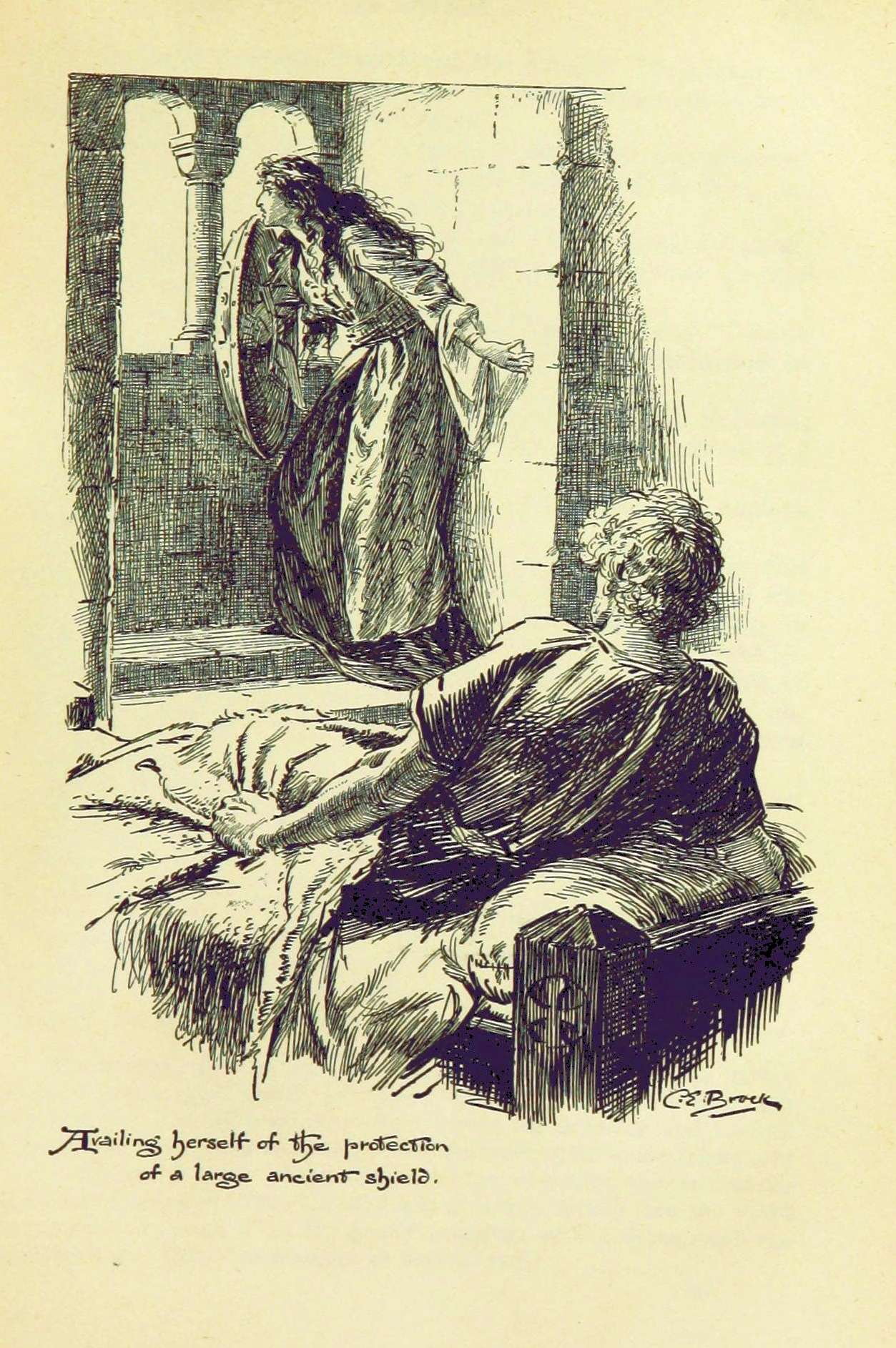
Rebecca e Ivanhoe nel castello in un'illustrazione di Charles E. Brock

## Temi
Nonostante Ivanhoe venga usualmente considerato, almeno nell'ambito culturale italiano, come un romanzo storico per ragazzi, le tematiche trattate sono molteplici e complesse, e sono in linea con lo sviluppo del pensiero di Walter Scott.
In primo luogo, occorre considerare il conflitto sia ideologico che personale tra sassoni e normanni, che riflette il contrasto tra il popolo costituente, le origini culturali e sociali della civiltà inglese e la popolazione conquistatrice, la quale impone la propria forza militare e la propria ricchezza, distruggendo le radici profonde della cultura anglosassone.
La trattazione di questa lotta intestina ci fa comprendere l'importanza attribuita da Walter Scott al nazionalismo, in particolare la sua concezione della nazione scozzese.
L'antigiudaismo è un altro tema importante de Ivanhoe.

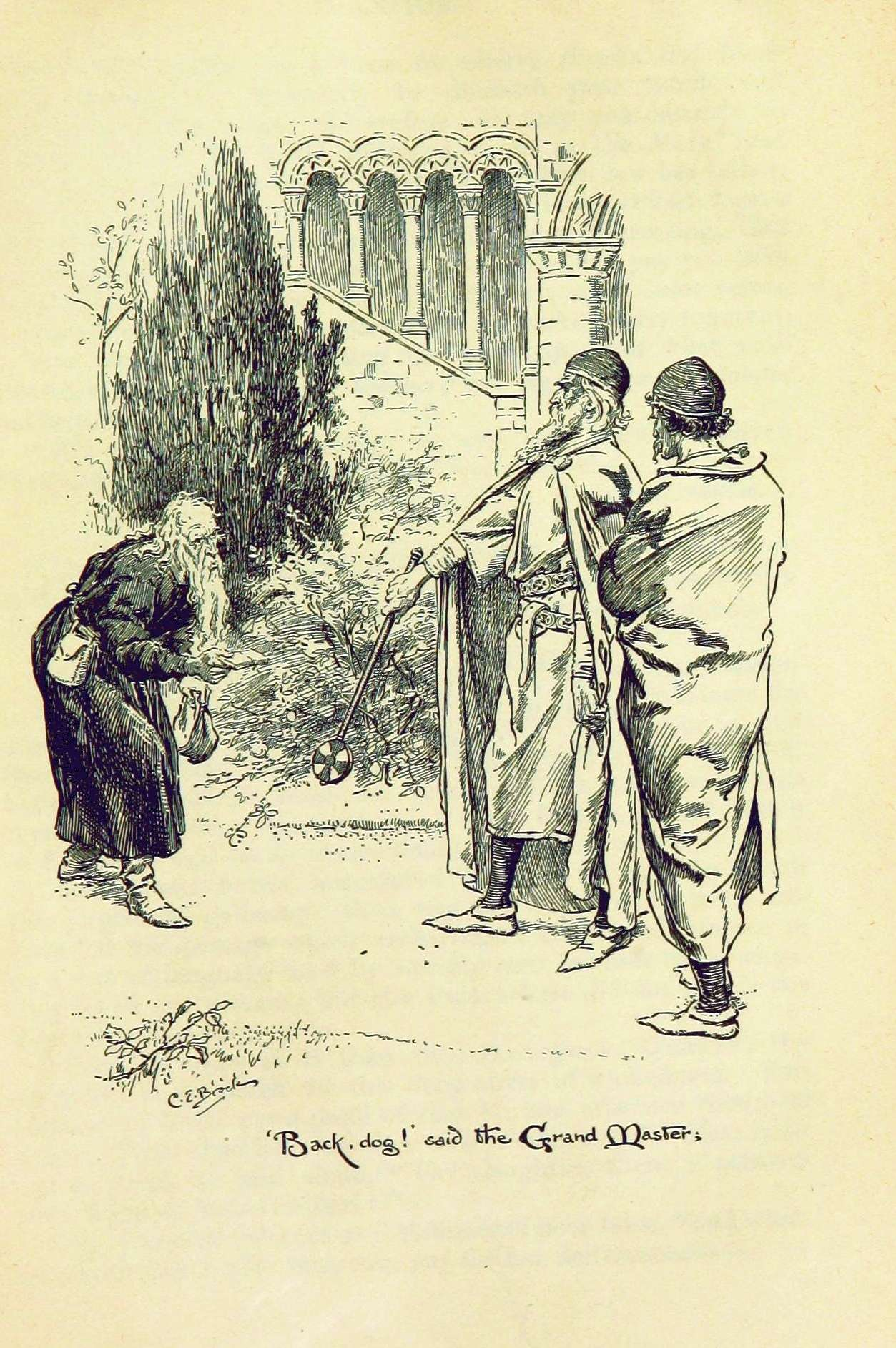

## Trasposizioni in altri media

### Musica
- Ivanhoé, opera lirica del 1826 con musiche di Gioachino Rossini;
- Ivanhoe, opera lirica con musiche di Arthur Sullivan su libretto di Julian Sturgis (1848-1904);

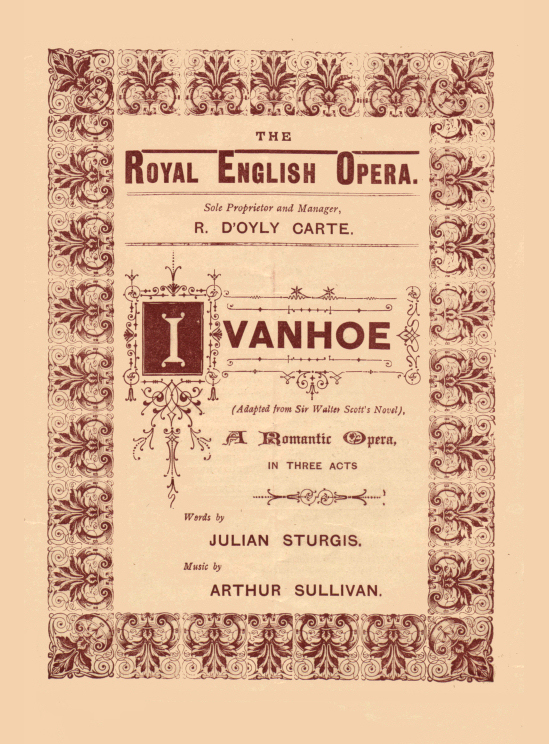

- Ivanhoe, gruppo musicale progressive metal tedesco.

### Cinema
- Ivanhoe, film del 1913 diretto da Leedham Bantock;
- Ivanhoe, film del 1913 diretto da Herbert Brenon;
- Ivanhoe, film del 1952 diretto da Richard Thorpe (con Robert Taylor, Elizabeth Taylor e Joan Fontaine).

### Televisione
- Ivanhoe (1958), serie televisiva con Roger Moore;
- Ivanhoe (1970), miniserie tv;
- Ivanhoe (1975), film d'animazione per la televisione, diretto da Leif Gram;
- Ivanhoe (1982), film tv diretto da Douglas Camfield con James Mason, Sam Neill e Olivia Hussey;
- Ivanhoe (1997), serie televisiva animata;
- Ivanhoe (1997), serie televisiva non animata.

### Fumetti
- Ivanhoe, fumetto da Malcolm Kildale, Classic Comics n° 2;

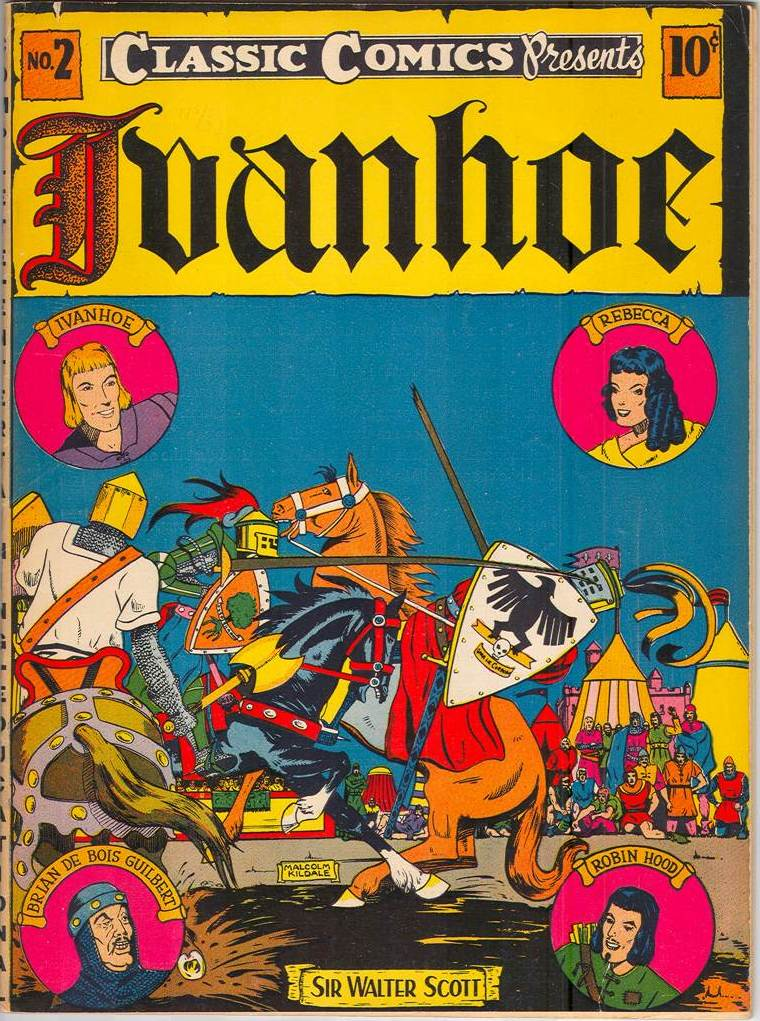

- Ivanhoe (1965), storia a fumetti disegnata da Dino Battaglia e pubblicata sul Corriere dei Piccoli;
- Ivanhoé (2009, 2010, 2012), storia a fumetti scritta da Yann Le Pennetier e disegnata da Elias Sanchez.

## Traduzioni italiane
- Nuova traduzione di Francesco Cusani, Milano, per Giuseppe Crespi, coi torchi di Gaspare Truffi, Vicolo della Biblioteca Ambrosiana N. 3129, 9 maggio 1829
- Gaetano Barbieri, 1843.
- versione ridotta di Ada Sora, Nerbini, Firenze, 1928.
- Gino Valori, Sonzogno, Milano, 1933.
- Nicoletta Neri, UTET, Torino, 1939.
- Corrado Alvaro, Roma. Gherado Casini Editore, 1956.
- Maria Stella Ferrari, Sansoni, Firenze, 1966; Oscar Mondadori, Milano, 1987.
- Ugo Déttore, Collana BUR, Rizzoli, Milano, 1952; Einaudi, Torino, 1975; Peruzzo Editore, Milano, 1985; Newton Compton, Roma, 1995.
- Vincenzo Brinzi, Mursia, Milano.
- Giorgio Spina, Istituto Editoriale Italiano, Milano, 1970; Garzanti, Milano, 1979.
- Laura Ferruta, Garzanti, Milano.
- Marco Papi e Clara Ghibellini, Oscar Mondadori, Milano, 1994.
- Laura Pugno, La Biblioteca di Repubblica, Gruppo Editoriale L'Espresso, Roma, 2004.